# Lifan 620
Lifan 620 — п'ятимісний седан китайської компанії Lifan.

## Опис

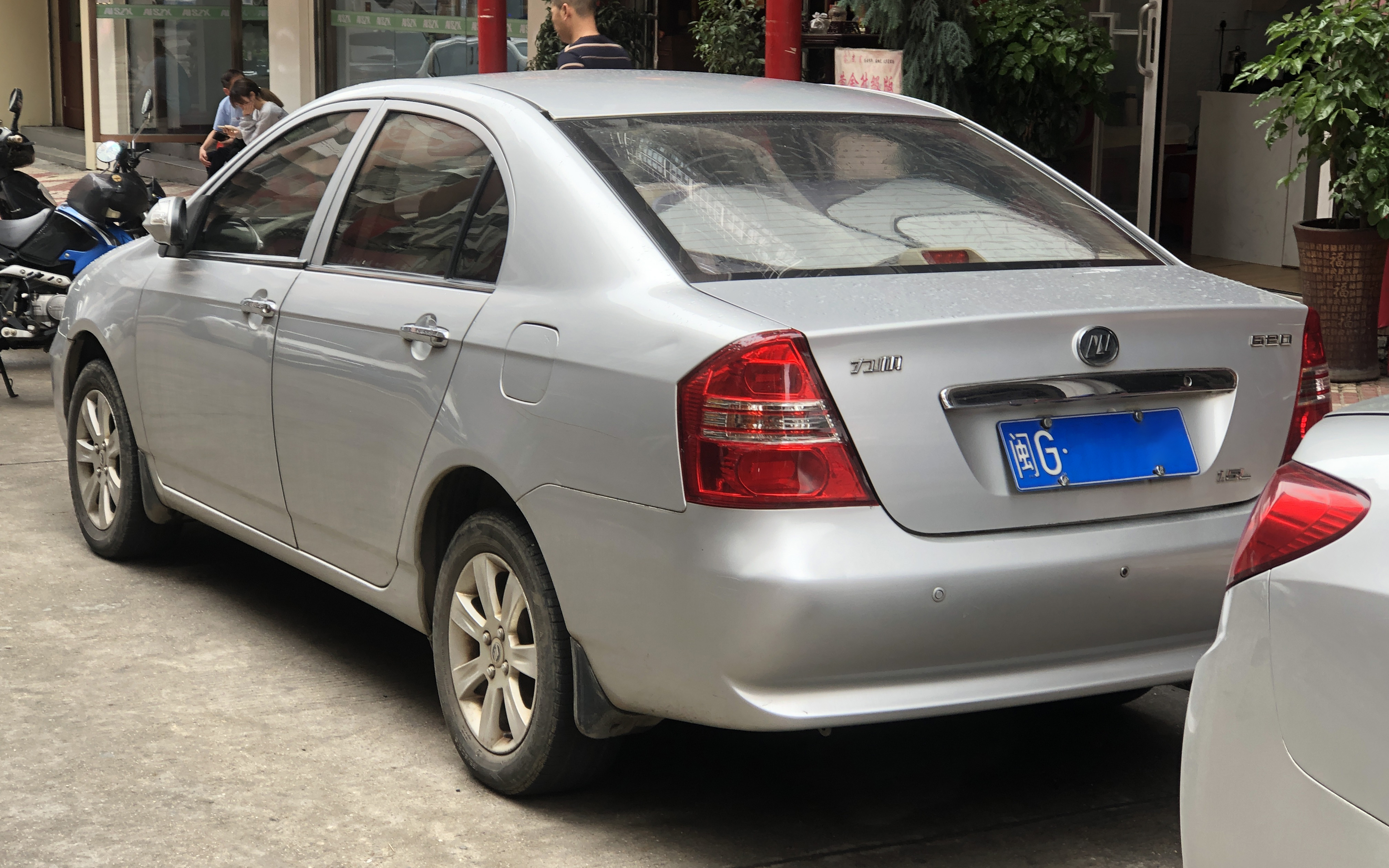

На деяких ринках автомобілі відомі також під назвою Lifan Solano.
Під капотом у Lifan 620 встановлений 1,6-літровий бензиновий двигун на 106 к.с., який агрегатується з 5-ступінчастою механічною коробкою передач.

### Lifan 630
Для модельного року 2014 року була доступна рестайлінгова версія під назвою Lifan 630. Ціни на 630 коливаються від 54 900 до 72 900 юанів, також доступна електрична версія.

Модель 630 доступна з 1,5-літровим двигуном під кодовою назвою LF479Q2 потужністю 94 к.с. та 128 Н·м, а також 1,5-літровим двигуном VVT під кодовою назвою LF479Q2-B потужністю 103 к.с. та 133 Н·м. Обидва двигуни поєднуються з 5-ступінчастою механічною коробкою передач.

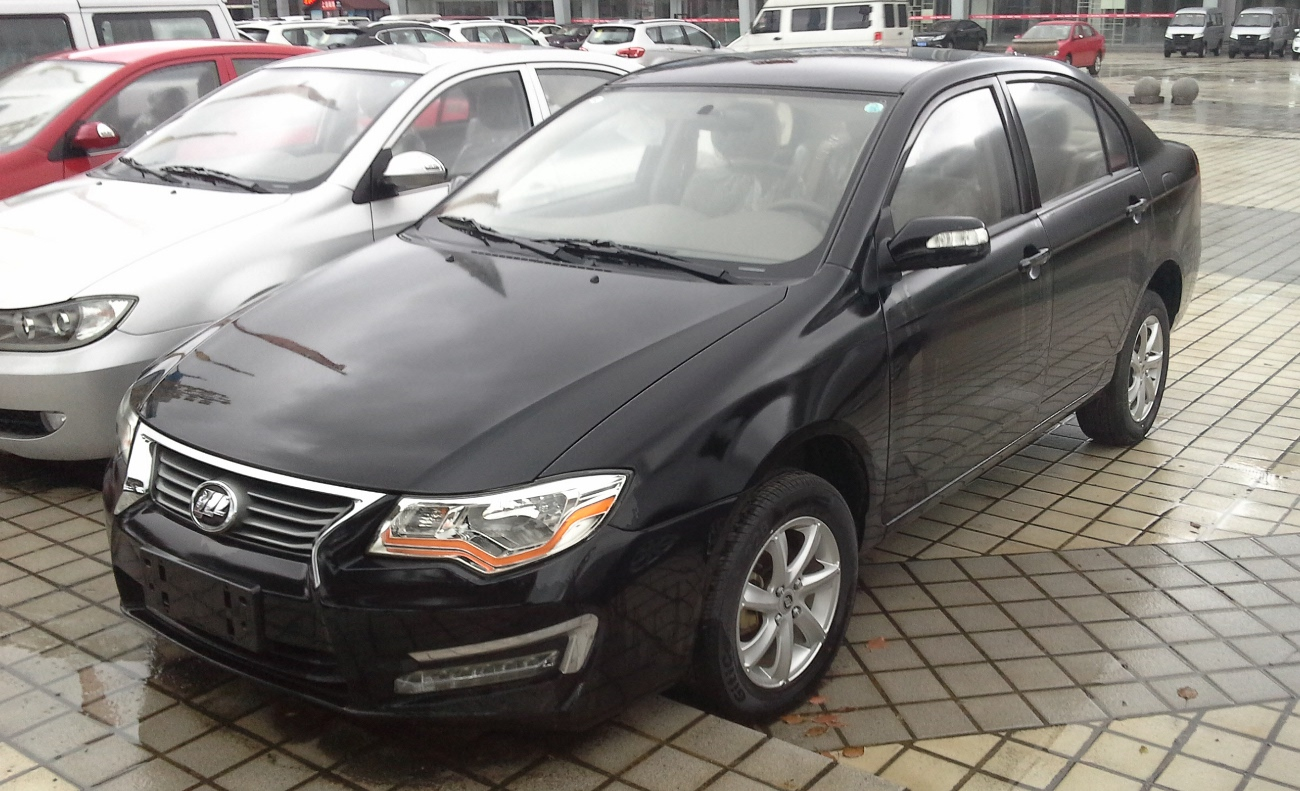
Lifan 630
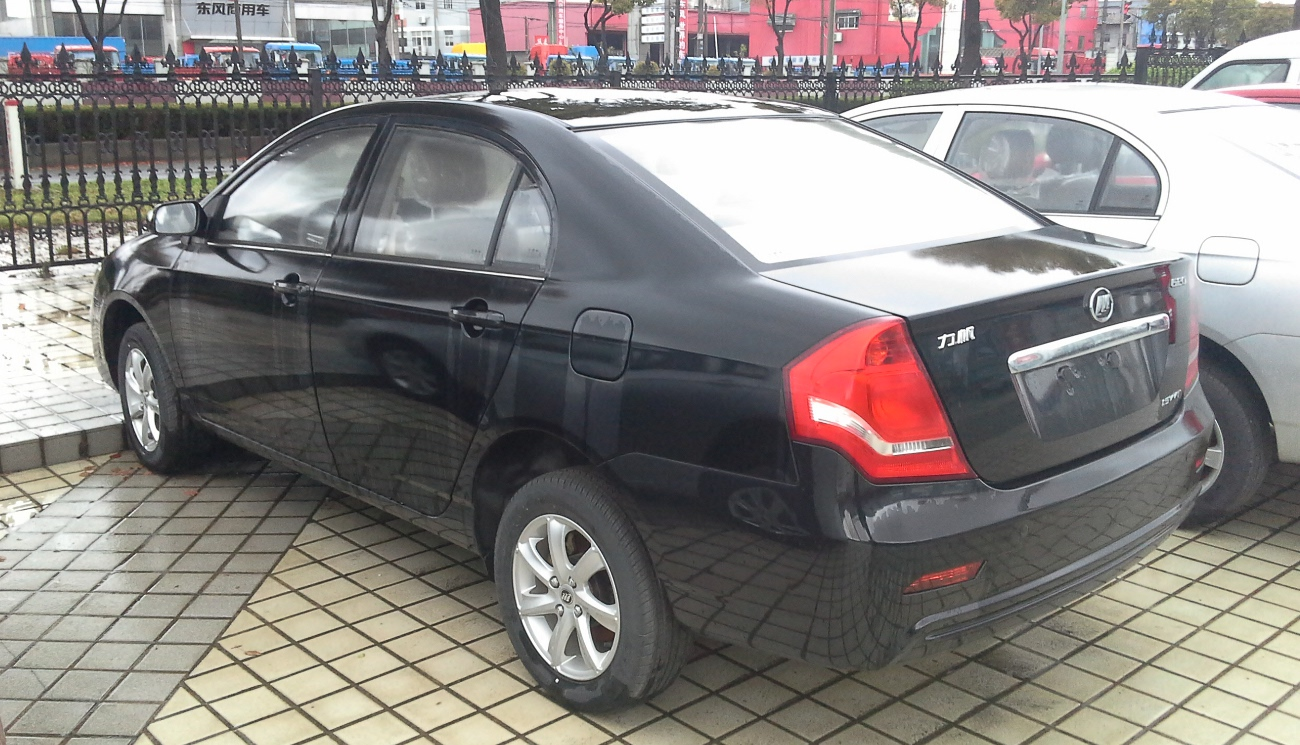

### Lifan 650
Lifan 650 — чотиридверний компактний седан, який по суті є рестайлінговим Lifan 620 з повністю переробленими передньою та задньою частинами підвіски. Він є заміною седанів 620 та 630.

Представлений під час Пекінського автосалону 2016 року, Lifan 650 мав ціну від 55 800 до 65 800 юанів.  Седан 650 оснащений 4-циліндровим двигуном об'ємом 1,5 л потужністю 103 кВт (138 к.с.).

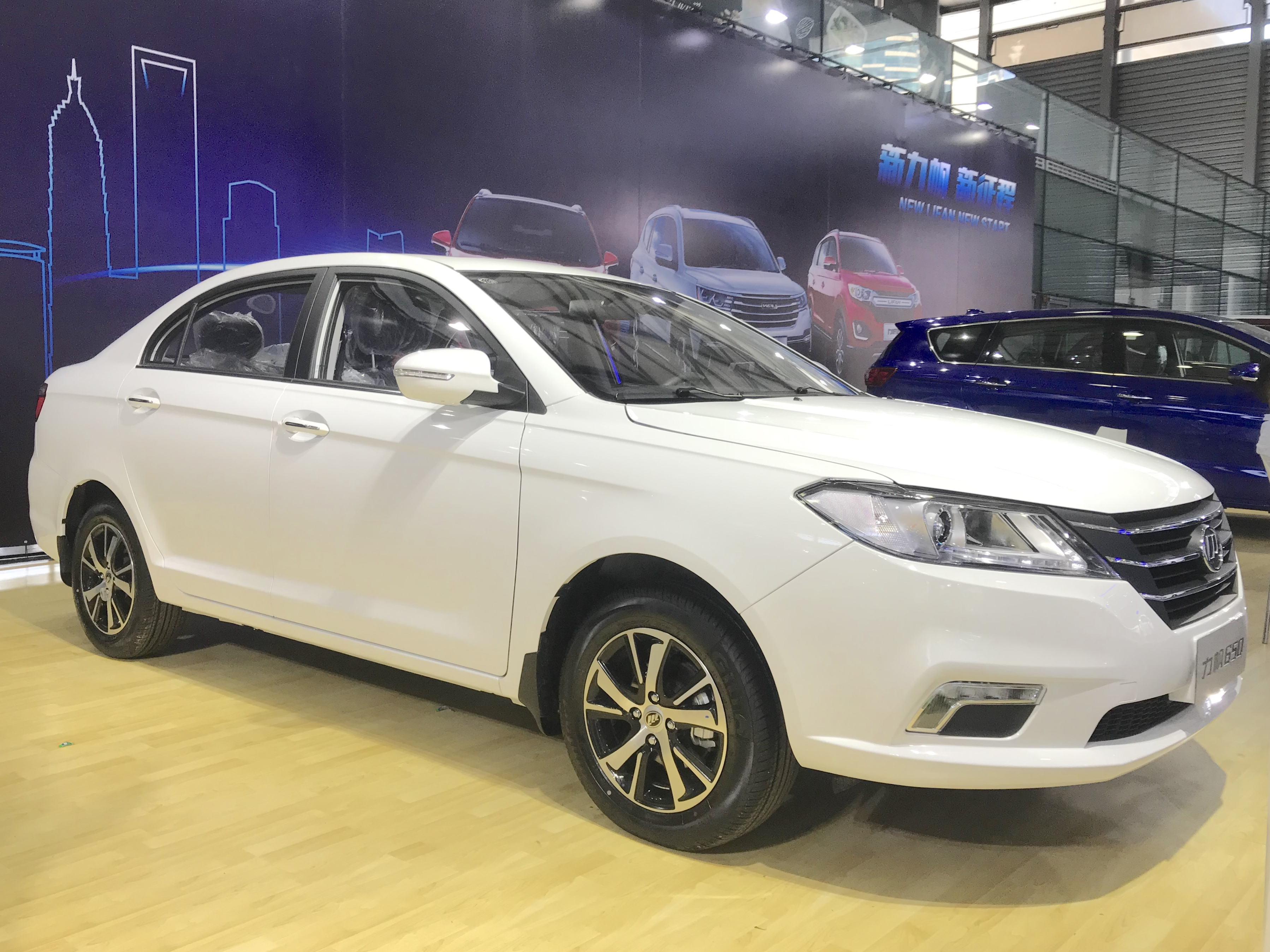
Lifan 650
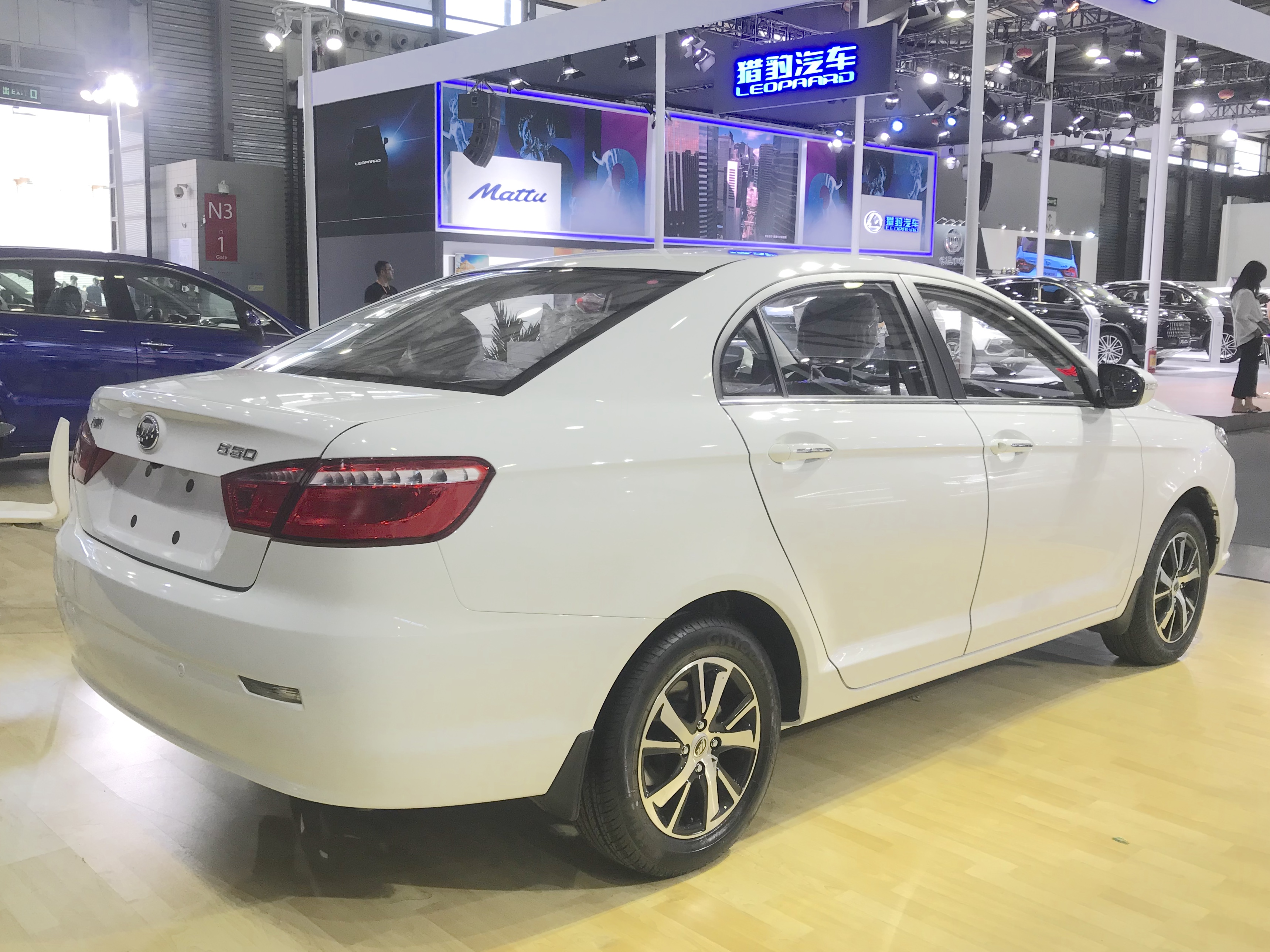

## Двигуни
| Індекс     | Модель двигуна | Об'єм    | Система живлення | Клапани/ГРМ | Потужність при об/хв    | Крутний момент при об/хв | Розгін від 0 до 100 км/год секунд | Максимальна швидкість км/год | Роки випуску |
| ---------- | -------------- | -------- | ---------------- | ----------- | ----------------------- | ------------------------ | --------------------------------- | ---------------------------- | ------------ |
| Бензиновий |                |          |                  |             |                         |                          |                                   |                              |              |
| 1,6i       | LF481Q3        | 1587 см³ | інжектор         | 16/DOHC     | 106 к. с. (78 кВт)/6000 | 149 Нм/4500              | 10,5                              | 170                          | з 2007       |

## Ціна
Станом на 1 вересня 2011 року ціна в Україні на автомобіль Lifan 620 стартує з 94 999 грн.